# Aristote Nkaka
Aristote Nkaka (* 27. März 1996 in Mons) ist ein professioneller belgischer Fußballspieler. Der defensive Mittelfeldspieler spielt aktuell in der Division 1B bei Lierse Kempenzonen.

## Karriere
Nkaka wurde beim AEC Mons und an der Akademie vom FC Brügge ausgebildet. Im Juni 2015 unterschrieb Nkaka seinen ersten Profivertrag beim belgischen Fußballklub Royal Excel Mouscron. Am 27. Oktober 2016 machte er sein erstes Spiel in der höchsten belgischen Liga beim 0:0 gegen Waasland-Beveren. Sein erstes Tor erzielte er am 26. Januar 2017 bei der 1:2-Niederlage gegen seinen ehemaligen Verein FC Brügge. Insgesamt machte er 40 Spiele für Royal Excel Mouscron, in denen ihm 2 Tore gelangen. Im Jahr 2018 wechselte er zum KV Ostende. Sein erstes Spiel bestritt er am 4. Februar beim 1:1 gegen den SV Zulte Waregem.
Im Juli 2019 wechselte er zum RSC Anderlecht und wurde umgehend an UD Almeria in die zweite spanische Liga ausgeliehen. Sein Debüt gab er am 17. August beim 3:0-Sieg gegen Albacete Balompie, bei dem ihm ebenfalls ein Tor gelang. Aufgrund des Wechsels der Besitzer von UD Almeria wurde die Leihe abgebrochen und es blieb für Nkaka bei einem Spiel. Stattdessen wechselte er auf Leihbasis zu Racing Santander. Dort bestritt er sein erstes Spiel am 31. August beim 2:2 gegen UD Las Palmas.
Im Jahr 2020 wurde er für ein Jahr an den SC Paderborn in die zweite Bundesliga ausgeliehen. Am 18. Oktober kam er beim 1:0-Sieg gegen Hannover 96 zu seinem ersten Pflichtspiel für seinen neuen Klub in der zweiten Liga. Nkaka bestritt für Paderborn 13 von 30 möglichen Ligaspielen.
Zur neuen Saison kehrte Nkaka zu seinem Stammverein Anderlecht zurück. In der Saison 2021/22 erfolgte Ende August 2022 kurz vor Ende des Transferfensters erneut eine Ausleihe, ohne dass er ein Spiel für Anderlecht bestritten hatte, diesmal innerhalb Belgien zum Zweitdivisionär Waasland-Beveren. Nkaka bestritt für Waasland-Beveren 10 von 25 möglichen Ligaspielen.
In der Saison 2022/23 gehörte Nkaka wieder zum Kader von Anderlecht, wurde aber in keinem Spiel eingesetzt. Sein Vertrag endete zum Ende der Saison. Er trainierte dann beim Zweitdivisionär Lierse Kempenzonen mit und unterschrieb dort Ende Juli 2023 einen Vertrag für die Saison 2023/24.

### Nationalmannschaft
Nkaka absolvierte 4 Spiele für die U-21 Nationalmannschaft Belgiens. Am 5. September 2017 kam er zu seinem ersten Einsatz beim 0:0 im Spiel gegen die Türkische U-21 Nationalmannschaft.